# Europese weg 653
De Europese Weg 653 of E653 is een Europese weg in Hongarije, die loopt van Letenye naar Tornyiszentmiklós.

## Algemeen
De Europese weg 653 is een Klasse B-verbindingsweg en verbindt het Hongaarse Letenye met het Hongaarse Torniyiszentmiklós en komt hiermee op een afstand van ongeveer 110 kilometer. De route is door de UNECE in 2002/2003 als volgt vastgelegd: Letenye - Tornyiszentmiklós.